# Gastrolobium praemorsum
Gastrolobium praemorsum là một loài thực vật có hoa trong họ Đậu. Loài này được (Meisn.) G. Chandler & Crisp miêu tả khoa học đầu tiên.